# Catherine Howard
Pour les articles homonymes, voir Howard.
Titre
Reine consort d'Angleterre
28 juillet 1540 – 23 novembre 1541
(1 an, 3 mois et 26 jours)
Signature
Catherine Howard (aussi orthographié Katherine ou Katheryn), née entre 1520 et 1525 et morte exécutée le 13 février 1542 à Londres, est la cinquième épouse d'Henri VIII d'Angleterre, qui la surnommait « la rose sans épine ». À ce titre, elle fut reine consort d'Angleterre de 1540 à 1542. Catherine épouse Henri VIII le 28 juillet 1540 au château d'Oatlands dans le Surrey, juste après l'annulation du mariage du roi et d'Anne de Clèves. Reconnue coupable d'adultère et de trahison, elle est décapitée à la tour de Londres après moins de deux ans de mariage.

## Biographie

### Jeunesse

#### Famille
Catherine Howard est la fille de lord Edmund Howard (v. 1479-1539), un fils cadet de Thomas Howard, 2e duc de Norfolk, et de Joyce Culpeper (v. 1484 – peu après 1527), veuve de Ralph Legh de Stockwell. On ignore la date et le lieu de sa naissance, mais les sources contemporaines ainsi que les documents familiaux laissent à penser qu'elle se situe entre 1520 et 1525, et probablement plus près de cette dernière date. Sa mère décède alors qu'elle est encore jeune, et elle est élevée par sa belle-grand-mère, Agnès Tilney, duchesse douairière de Norfolk.
Elle était la nièce de Thomas Howard, 3e duc de Norfolk, fervent catholique et adversaire de Thomas Cromwell, et de Elizabeth Howard, épouse de Thomas Boleyn. Cette parenté faisait d'elle une cousine germaine de la deuxième épouse du roi, la reine Anne Boleyn, et de la sœur de celle-ci Mary Boleyn, qui avait aussi été la maîtresse d'Henri.
La famille de Catherine appartenait à l'aristocratie anglaise. Cependant, la loi de primogéniture avait privé son père de l'héritage familial. Il était donc relativement pauvre et demandait fréquemment de l'aide à des parents mieux lotis. En 1531, sa cousine Anne Boleyn lui obtint un emploi gouvernemental au service du roi à Calais. À cette époque, la jeune Catherine fut envoyée vivre chez sa belle-grand-mère, Agnès Tilney.

#### Vie chez la duchesse de Norfolk
Au palais de Lambeth, la duchesse comprenait entre autres ses nombreuses pupilles, principalement des parents pauvres dont la famille ne pouvait assumer la charge. Faire élever ses jeunes enfants dans une maison noble autre que la sienne fut pendant des siècles une pratique commune chez les nobles européens. Cependant, la surveillance à Lambeth était très lâche. La duchesse douairière passait la plupart de son temps à la Cour et n'accordait que peu d'intérêt à l'éducation de ses pupilles. Catherine fut donc la moins instruite des épouses d’Henri, bien qu'elle sût apparemment lire et écrire, à la différence des autres Anglaises de son époque moins bien nées. Elle est décrite comme enjouée, mais jamais comme érudite ou dévote. L'atmosphère licencieuse qui régnait au palais de la duchesse mène à Henry Manox, le professeur de musique de Catherine qui abusa d'elle durant toute leur relation aux alentours de 1536, alors qu'elle a entre onze et seize ans. Quand elle devient reine, Manox est nommé musicien dans sa maison. C'est lui qui apportera plus tard des preuves dans l'enquête dirigée contre elle. Manox et Catherine avouèrent tous deux pendant le procès avoir eu des contacts sexuels, mais jamais de rapports complets.
Cette relation prend fin en 1538, quand Catherine est séduite par un secrétaire de la maison de la duchesse, Francis Dereham. Ils tombent amoureux, s'adressant même l'un à l'autre comme « mari » et « femme ». Dereham confia également à Catherine de nombreuses responsabilités qui incombaient d'ordinaire à une épouse, comme garder son argent quand il voyageait pour affaires. La plupart des compagnes de Catherine, dames d'honneur ou pupilles de la duchesse étaient au courant de cette relation, qui s'achève apparemment en 1539, quand cette dernière a vent de l'affaire. En dépit de cette désapprobation, Catherine et Dereham auraient eu l'intention de se marier, se mettant d'accord sur un « pré-contrat ». S'ils avaient effectivement fait une promesse de se marier avant d'avoir eu des rapports sexuels, ils auraient été considérés comme mariés par l'Église.

### Vie à la cour d'Henri VIII

#### Arrivée à la Cour
L'oncle de Catherine, le duc de Norfolk, lui trouva une place à la cour d'Henri VIII, en tant que demoiselle d'honneur de la nouvelle épouse du roi, l'Allemande Anne de Clèves. La jeune et séduisante Catherine attira rapidement l'attention du roi qui, dès le début de son mariage, avait accordé peu d'intérêt à Anne. Les proches de Catherine ne pensaient pas que la jeune femme fût assez mature et intelligente pour assumer les responsabilités d'une favorite, car elle était très peu instruite à son arrivée à la Cour, mais d'autres facteurs entraient en jeu. L'exécution d'Anne Boleyn pour adultère avait entaché la réputation des Norfolk, et cette prestigieuse famille catholique voyait en Catherine une figure de proue de leur détermination à restaurer la foi catholique en Angleterre. Leur influence grandissait en même temps que l'intérêt du roi pour leur parente. Quelques mois après son arrivée à la Cour, Henri accordait des terres et de somptueuses parures à Catherine.

#### Mariage avec Henri VIII
Henri obtint le 9 juillet 1540 l'annulation de son mariage avec Anne de Clèves, donnant du poids aux rumeurs affirmant que Catherine était enceinte. Son rapide mariage, moins de trois semaines après son divorce, reflétait l'impatience d'Henri d'assurer la succession des Tudor en ayant de vigoureux fils légitimes, puisqu'il n'en avait qu'un seul, le futur Édouard VI. Henri, proche de la cinquantaine, inondait sa jeune épouse de biens, bijoux et autres cadeaux ruineux. Les différentes guerres d'Italie et la Réforme anglicane avaient coûté à Henri sa popularité. Il souffrait de plus de nombreux soucis de santé. La présence à ses côtés d'une jeune et charmante épouse lui apporta beaucoup de joie. La devise de celle-ci, « Pas d'autre volonté que la sienne » reflétait son désir de satisfaire Henri, un homme de trente ans son aîné.

#### Reine d'Angleterre
Catherine Howard prit sur son époux un ascendant important et le poussa alors qu'il était chef de l'Église anglicane à se rapprocher des catholiques. Elle s'attira ainsi l'inimitié du parti de la Réforme.
Malgré sa richesse et son pouvoir récent, Catherine trouvait pourtant peu d'attraits à sa relation conjugale. Elle n'était toujours pas enceinte. L'obésité de son époux la dégoûtait (il pesait dans les 136 kilos, et un ulcère sur sa cuisse dégageait une odeur nauséabonde).

« Henri n'avait jamais été un homme raffiné et galant, comme en toutes choses, ses manières amoureuses étaient brutales et directes, les préambules fort courts, les développements restreints et la conclusion abrupte, l'amour physique fut toujours pour lui réduit à l'essentiel, un rite biologique sans fantaisie, dans un but de procréation. La galante Catherine avait connu mieux avant d'épouser le roi, dont l'apparence n'avait par ailleurs plus rien d'attirant. »

— Georges Minois, Henri VIII, p. 461
En 1541, elle s'engagea dans une relation avec un des favoris d'Henri, Thomas Culpeper, qu'elle trouvait déjà séduisant à son arrivée à la Cour, deux ans plus tôt. Les rendez-vous galants étaient organisés par une des plus vieilles dames d'honneur de Catherine, Lady Rochford, la veuve de George Boleyn, frère d'Anne Boleyn.
Henri et Catherine parcoururent l'Angleterre ensemble à l'été 1541, et les préparatifs d'un couronnement, qui aurait suivi toute annonce de grossesse, suivaient leur cours, ce qui indique que le couple était encore sexuellement actif. Cependant, à mesure que la liaison extraconjugale de Catherine se développait, les témoins de sa conduite légère au palais de Lambeth commencèrent à la contacter pour obtenir des faveurs. Afin d'acheter leur silence, elle donna des places dans sa suite à la plupart d'entre eux. En particulier, elle nomma Henry Manox musicien dans sa maison et fit de Francis Dereham son secrétaire personnel. Ce calcul désastreux la conduisit à être accusée de trahison et d'adultère deux ans après son mariage.

### La chute

#### Découverte de l'adultère
À la fin de l'année 1541, la conduite licencieuse de Catherine est dévoilée au grand jour par John Lascelles (en), un réformateur protestant dont la sœur, Mary Hall, est femme de chambre de la duchesse douairière, et a été témoin des liaisons adultérines de Catherine. Laquelle en informe Thomas Cranmer, alors archevêque de Cantorbéry, antipapiste virulent et l'un des plus proches conseillers du roi.
Cranmer, conscient qu'un pré-contrat conclu avec Dereham invaliderait le mariage de Catherine et d'Henri, lui donne une lettre contenant les accusations portées contre son épouse, alors qu'ils assistent à la messe le 2 novembre 1541. Henri refuse d'abord de croire ces allégations, pensant que la lettre est un faux, et demande que Cranmer enquête plus profondément. Quelques jours plus tard, des preuves sont fournies, d'une part, les aveux de Dereham et Culpeper après qu'ils ont été torturés à la tour de Londres et d'autre part, une lettre d'amour de Catherine adressée à Culpeper.
Catherine est accusée de trahison, mais jusqu'au bout, même auprès de son confesseur quelques heures avant sa mort, elle nie avoir trompé le roi avec Culpeper. En revanche, elle admet que sa conduite avant son mariage a été indigne d'une dame de son rang, qui plus est une reine d'Angleterre.

#### Emprisonnement
Catherine est arrêtée le 12 novembre 1541. Selon la légende, elle échappe brièvement à ses gardes pour courir à la chapelle où Henri communie. Elle tambourine aux portes et crie son nom. Elle est néanmoins reconduite à ses appartements de Hampton Court, où elle reste confinée, accompagnée seulement de Lady Rochford. Ses supplications pour voir le roi sont ignorées. L'austère Cranmer trouve l'état hagard, éperdu de Catherine pitoyable :

« Je l'ai trouvée dans le plus grand désespoir et la plus grande faiblesse que j'ai jamais vue chez une créature, et cela aurait attendri le cœur de n'importe quel homme de la voir. »

Il ordonne aux gardes d'ôter de ses appartements tous les objets qu'elle pourrait utiliser pour se suicider.
L'existence d'un pré-contrat entre Catherine et Dereham aurait permis l'annulation du mariage et le bannissement de la Cour. Catherine aurait certes été disgraciée et exilée, mais aurait échappé au destin d'Anne Boleyn. Cependant, elle nie obstinément l'existence d'un tel précontrat.

#### Déposition
Catherine est déchue de son titre de reine le 22 novembre 1541, et emprisonnée à Syon House, dans le Middlesex, pendant l'hiver 1541. Culpeper et Dereham sont exécutés à Tyburn le 10 décembre 1541, le premier décapité, le second pendu, éviscéré et démembré pour trahison. Comme c'était l'habitude, leurs têtes sont exposées sur le pont de Londres. Ses parents[réf. souhaitée] sont également emprisonnés dans la tour, à l'exception de son oncle Thomas, le duc de Norfolk, qui a suffisamment pris ses distances du scandale. Tous les Howard sont jugés, reconnus coupables de dissimulation de trahison, et condamnés à la prison à vie et à la confiscation des biens. Finalement, ils seront néanmoins libérés et leurs biens leur seront restitués.

#### Condamnation à mort et exécution
Le sort de Catherine demeure également en suspens, jusqu'à ce que le Parlement anglais promulgue un décret de mort civile, le 21 janvier 1542, qui déclare la trahison punissable de mort. Cela résout le problème du pré-contrat supposément signé par Catherine et la rend indiscutablement coupable (un adultère commis par la reine est considéré comme une trahison). Catherine est transférée à la tour de Londres le 10 février 1542. Le 11 février, Henri signe le décret de mort civile, et l'exécution est fixée à 7 heures le 13 février.
La nuit précédant son exécution, Catherine aurait passé de nombreuses heures à s'entraîner à poser sa tête sur le billot. Elle meurt en gardant relativement son calme, mais elle est pâle et semble terrifiée. Elle demande de l'aide pour monter sur l'estrade de Tower Green. Elle fait un discours où elle qualifie son châtiment de « noble et juste ». Elle demande grâce pour sa famille et des prières pour son âme. Elle est décapitée en un coup. Le corps de Catherine est enterré dans une tombe anonyme dans la proche chapelle de St Peter ad Vincula, où repose déjà le corps de sa cousine, Anne Boleyn. Henri n'assiste pas à la cérémonie.
C'est à cette occasion que la peine de mort fut édictée contre toute femme, qui n'étant pas vierge au moment où il serait question de la marier au roi, ne dévoilerait pas son état, et contre toute femme de prince ou reine convaincue d'adultère.
En 1543, Henri VIII se remarie avec Catherine Parr.

## Postérité

### Au cinéma
- 1926 : Hampton Court Palace de Bert Cann : Gabrielle Morton
- 1933 : La Vie privée d'Henry VIII (The Private Life of Henry VIII) d'Alexander Korda : Binnie Barnes
- 1953 : La Reine vierge (Young Bess) de George Sidney : Dawn Addams
- 1971 : Carry on Henry (en) de Gerald Thomas : Monika Dietrich
- 1972 : Les Six Femmes d'Henry VIII de Waris Hussein : Lynne Frederick
- 2001 : The Six Wives of Henry VIII, épisodes Catherine Howard et Catherine Parr  de Denise Perrin : Michelle Abrahams
- 2003 : Henry VIII (en) de Pete Travis : Emily Blunt

### À la télévision
- 1970 : Les Six Femmes d'Henry VIII, série télévisée de Naomi Capon (en) et John Glenister : Angela Pleasence
- 2009-2010 : Les Tudors, série télévisée de Michael Hirst : Tamzin Merchant (saison 3 et 4)

### En musique
- 1973 : titre no 3 de l'album de Rick Wakeman intitulé The Six Wives of Henry VIII
- 2006 : Marry Me, de la chanteuse Emilie Autumn, paru dans l'album Opheliac
- 2009 : un titre de l'album de Rick Wakeman The Six Wives of Henry VIII Live at Hampton Court Palace
- 2018 : All You Wanna Do, de la comédie musicale SIX, écrite par Toby Marlow et Lucy Moss. Interprétée dans la version originale par Aimie Atkinson.